# Da’e-Butiri
Der Da’e-Butiri (Dare) ist ein osttimoresischer Berg in der Aldeia Afalari (Suco Hae Coni, Verwaltungsamt Baguia, Gemeinde Baucau). Er hat eine Höhe von 1734 m und befindet sich zwischen den Massiven des Matebian Mane im Süden und dem Matebian Feto im Norden. Nordöstlich benachbart liegt der Berg Labalou.
Der Berg besteht aus einem Doppelgipfeln. Die südliche Kuppel hat eine Höhe von 1683 m. Sie wird durch einen tiefen Spalt von der nördlichen Kuppel getrennt, dessen höchsten Punkt mit 1651 m am Spalt liegt. Auf der Südkuppel befindet sich eine kleine Siedlung. Weitere einzelne Häuser und kleine Siedlungen, wie liegen westlich des Berges. Im August kann man, wenn Wolken und Nebel es zulassen, die Sonne zwischen den beiden Kuppeln aufgehen sehen. Eine Legende besagt, dass die Sonnenstrahlen dann anzeigen, wo ein magisches Amulett (tetum Biru) zu finden sei.